# ایستگاه کویین
ایستگاه کویین
یک ایستگاه از خط بیکرلو و از خطوط متروی لندن است که در نزدیکیپارک کوینن قرار دارد و در ۲ ژوئن، ۱۸۷۹ افتتاح شده است.

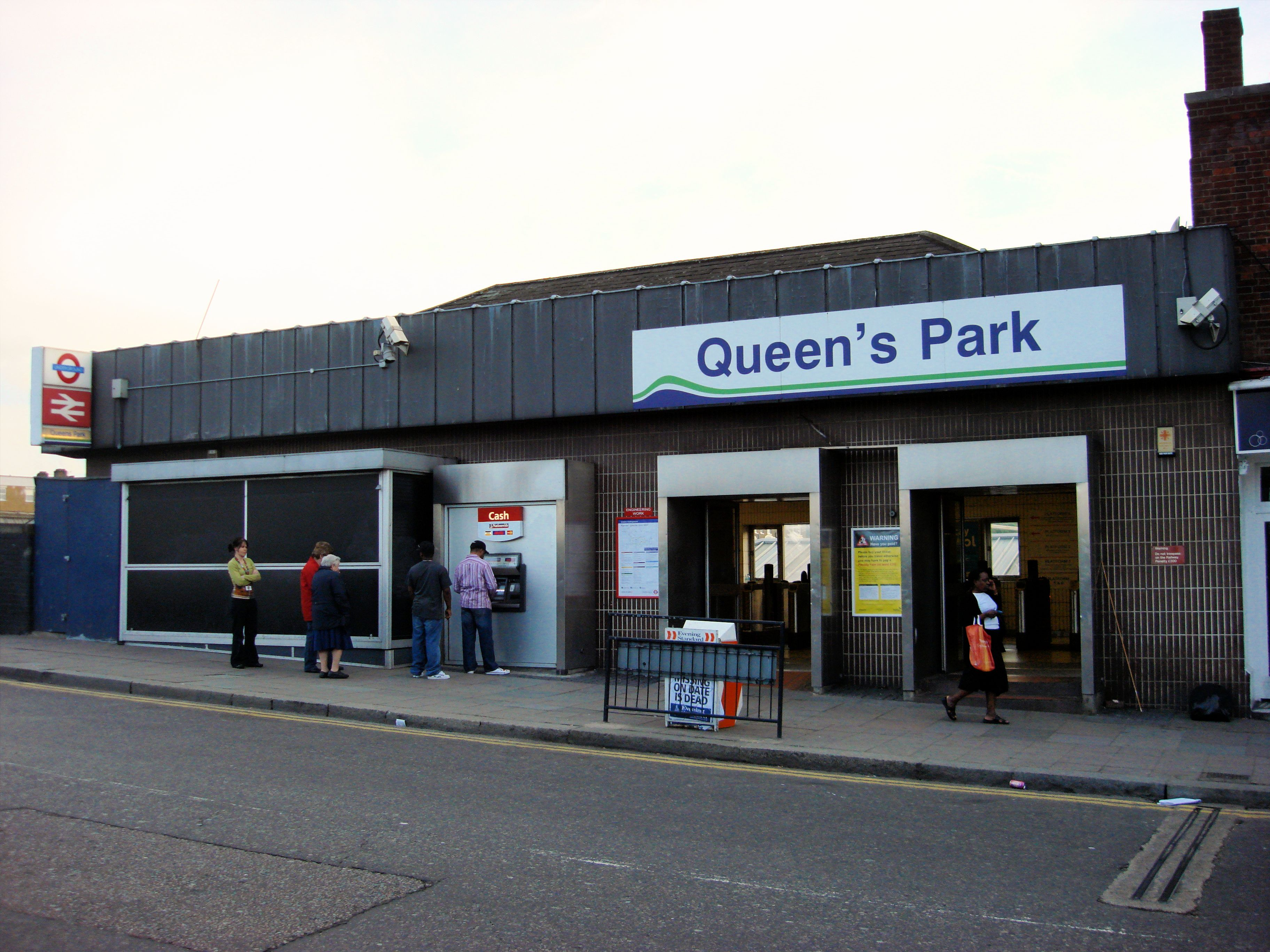

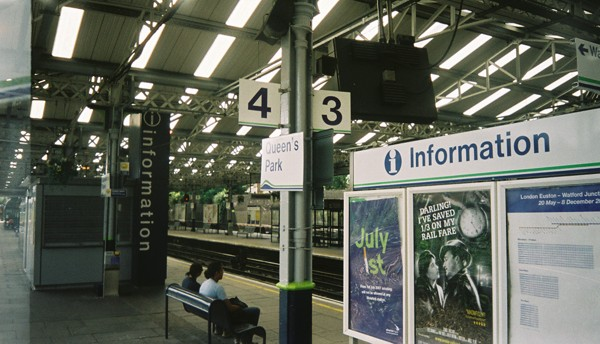
Queens Park station

## نگارخانه

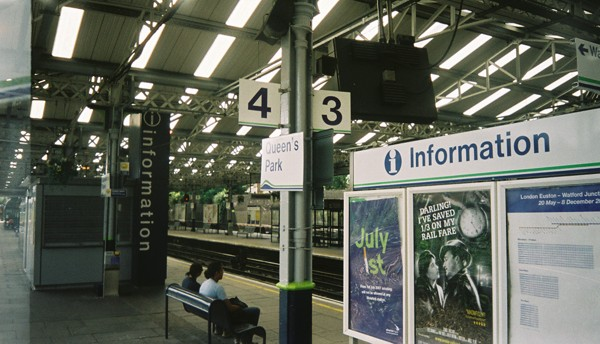
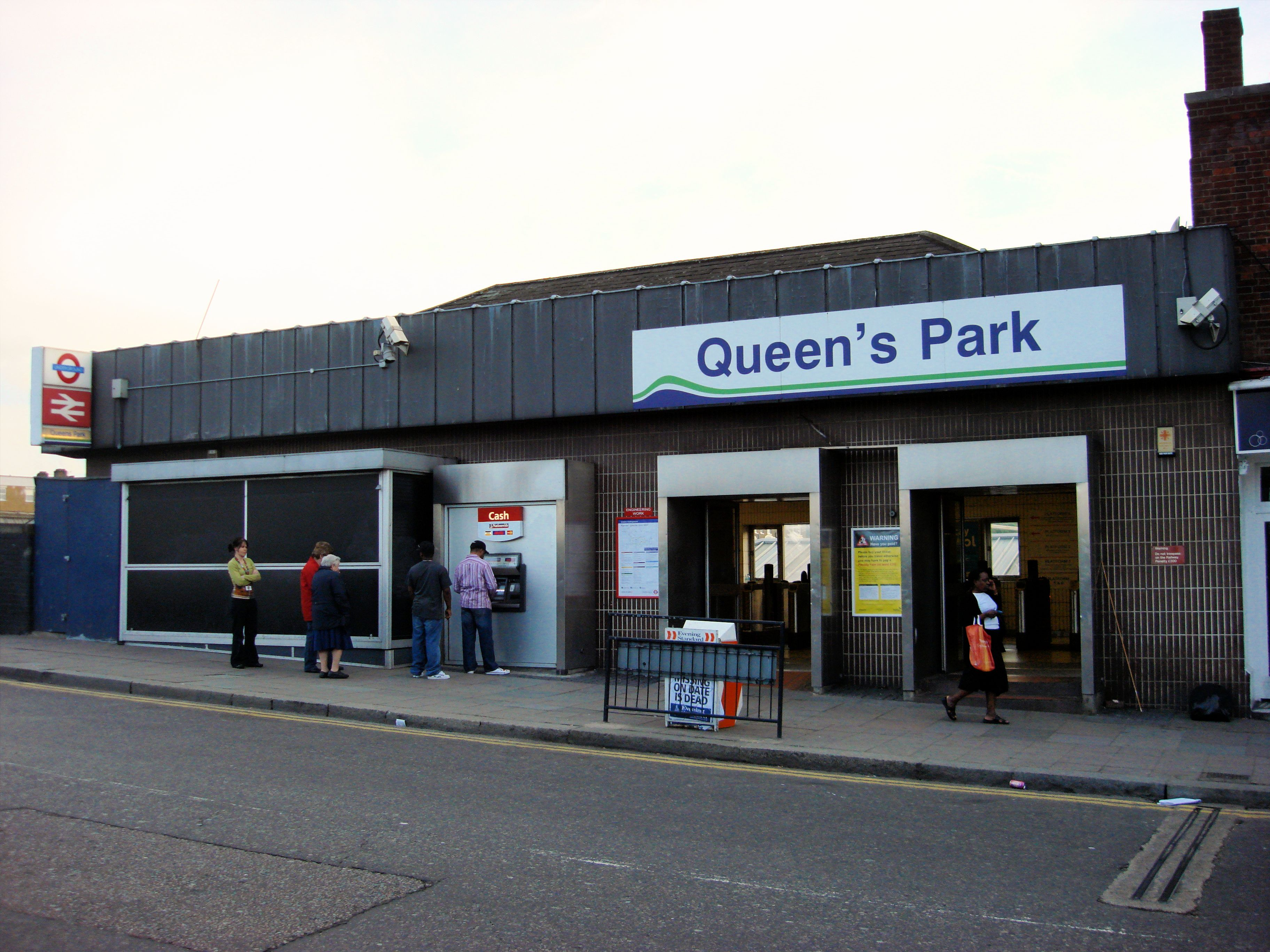